# وورلد إكستريم كايج فايتينج
وورلد إكستريم كايج فايتينج (دبليو إي سي) (بالإنجليزية: World Extreme Cagefighting (WEC))‏ كانت منظمة ترويجية أمريكية لفنون القتال المختلطة تأسست في عام 2001. تم شراؤه من قبل شركة زوفا، الشركة الأم لبطولة بطولة القتال النهائي (يو إف سي)، في عام 2006. في تجسيدها النهائي، كانت تتكون من 3 فئات وزن: 135 رطل (61 كـغ) و145 رطل (66 كـغ) و155 رطل (70 كـغ). لاستيعاب المقاتلين الأصغر، كان قفص دبليو إي سي يبلغ قطره 25 قدم (7.6 م) – 5 قدم (1.5 م) أصغر من قفص يو إف سي القياسي. يتم الآن استخدام القفص الأصغر بواسطة يو إف سي لأحداث محددة.